# バーニング・スピア
バーニング・スピア（Burning Spear、本名：ウィンストン・ロドニー（Winston Rodney）、1945年3月1日 - ） は、ルーツロックレゲエの歌手、音楽家。
歌詞はラスタファリ運動のメッセージを中心としており、グラミー賞を通算12度受賞している。

## 経歴
彼は、彼の人生に多くの影響を与えた二人の人物、ボブ・マーリーとマーカス・ガーベイと同じ出身地であるジャマイカ、セント・アン教区のセント・アンズ・ベイで生まれた。1969年、ボブ・マーリーの紹介で出会ったコクソン・ドッドの下で活動を開始し、1973年、スタジオ・ワンよりファースト・アルバム『Studio One Presents Burning Spear』を発表した。ちなみに「バーニング・スピア」という名称はバンド名ではなくロドニー自身の渾名で、1963年に独立したケニアの最初の首相であり大統領であるジョモ・ケニヤッタの渾名にちなんで名付けられた。後にルパート・ウィリントンとデルロイ・ハインズが加入しバンド形式となるが、バーニング・スピアという名前は再び徐々にロドニー自身の名前と同義になった。
バーニング・スピアは、マーカス・ガーベイの言う「すべてのアフリカ人の子孫のための自己決定と独立独歩の精神」の最も強い提案者の一人だ。その結果、アフリカ人の活動家を記念していくつかのアルバムをリリースしている。 
2002年に、バーニング・スピアと彼の妻であり、彼の多くのアルバムを製作したソニア・ロドニーはバーニング・スピア・レコードを創設した。
2007年にはジャマイカ政府から長年の音楽的功績をたたえて名誉勲章 (Order of Distinction)の叙勲を受けた。

## ディスコグラフィ

### スタジオアルバム
- Studio One Presents Burning Spear (1973)
- Rocking Time (1974)
- Marcus Garvey (1975)
- Garvey's Ghost (1976)
- Man in the Hills (1976)
- Dry & Heavy (1977)
- Marcus' Children aka Social Living (1978)
- Living Dub Vol. 1 (1979)
- Hail H.I.M. (1980)
- Living Dub Vol. 2 (1980)
- Farover (1982)
- The Fittest of the Fittest (1983)
- Resistance (1986)
- People of the World (1986)
- Mistress Music (1988)
- Mek We Dweet (1990)
- Jah Kingdom (1991)
- The World Should Know (1993)
- Rasta Business (1995)
- Living Dub Vol. 3 (1996)
- Appointment with His Majesty (1997)
- Living Dub Vol. 4 (1999)
- Calling Rastafari (1999)
- Free Man (2003)
- Our Music (2005)
- Living Dub Vol. 5 CD (2006)
- Never Club Mix (2006)
- Jah Is Real (2008)
- Living Dub Vol. 6 (2008), Burning

### ライブ盤
- Live (1977)
- Live in Paris Zenith '88 (1989)
- Love & Peace: Burning Spear Live! (1994)
- (A)live in Concert 97 (1998)
- Live at Montreaux Jazz Festival 2001 (2001)
- Live in South Africa 2000 (2004)

### コンピレーション盤
- Harder Than the Best (1979)
- Reggae Greats: Best of Island years 1975-1978 (1984)
- 100th Anniversary: Marcus Garvey/Garvey's Ghost (1987)
- The Fittest Selection: Greatest hits of 1980-1983 (1987)
- The Original (1992)
- Chant Down Babylon The Island Anthology (1996)
- Best of Burning Spear (1996)
- Ultimate Collection (2001)
- Spear Burning: Best of the non-albums releases (2001)
- Best of the Fittest: Best of Collection (2001)
- Rare and Unreleased (2001)
- 20th Century Masters: The Millennium Collection: The Best of Burning Spear: Best of the Island years (2002)
- Jah No Dead (2003)
- Creation Rebel (2004)
- Travelling (2004), Clocktower
- Sounds from the Burning Spear (2004)
- Gold (2005)
- The Burning Spear Experience (2007)
- The Best of Burning Spear (2008), Virgin US
- Selection: The Fittest, Sonic Sounds
- The Best of Burning Spear: Marcus Garvey (2012), Island

### その他
- Perfect Day (1997)

## 受賞
バーニング・スピアは以下の作品でグラミー賞ベスト・レゲエ・アルバム部門を受賞している。
- 1986年 Resistance
- 1988年 People of the World
- 1990年 Live in Paris Zenith '88
- 1991年 Mek We Dweet
- 1994年 The World Should Know
- 1996年 Rasta Business
- 1998年 Appointment with His Majesty
- 2000年 Calling Rastafari
- 2004年 Free Man
- 2005年 Our Music
- 2008年 The Burning Spear Experience
- 2009年 Jah Is Real